# Jamaica op de Olympische Zomerspelen 1972
Jamaica nam deel aan de Olympische Zomerspelen 1972 in München, West-Duitsland. Nadat tijdens de eerdere vijf deelnames al drie gouden en zes zilveren medailles waren gewonnen, werd dit keer de eerste bronzen medaille behaald.

## Medailleoverzicht
| Sport    | Olympiër      | Onderdeel | Medaille |
| -------- | ------------- | --------- | -------- |
| Atletiek | Lennox Miller | 100m (m)  | Brons    |

## Deelnemers en resultaten

### Atletiek
| Olympiër                                                     | Onderdeel              | Resultaat | Prestatie                                                                                             |
| ------------------------------------------------------------ | ---------------------- | --------- | --- |
| Michael Fray                                                 | 100m (m)               | 5e        | serie 10: 3de in 10,47 kwartfinale 4: 3de in 10,28 halve finale 1: 4de in 10,48 finale: 5de in 10,40  |
| Lennox Miller                                                | 100m (m)               | Brons     | serie 1: 1ste in 10,45 kwartfinale 5: 1ste in 10,33 halve finale 2: 2de in 10,31 finale: 3de in 10,33 |
| Richard Hardware                                             | 200m (m)               | 14e       | serie 3: 3de in 21,09 kwartfinale 5: 3de in 20,76 halve finale 2: 8ste in 21,24                       |
| Don Quarrie                                                  | 200m (m)               | DNF       | serie 2: 1ste in 21,04 kwartfinale 4: 2de in 20,43 halve finale 1: niet gefinisht                     |
| Leighton Priestley                                           | 400m (m)               | 37e       | serie 6: 2de in 45,75 kwartfinale 2: 6de in 47,76                                                     |
| Byron Dyce                                                   | 800m (m)               | 27e       | serie 7: 4de in 1.48,0                                                                                |
| Byron Dyce                                                   | 1500m (m)              | 48e       | serie 5: 6de in 3.45,9                                                                                |
| Godfrey Murray                                               | 110m horden (m)        | 21e       | serie 5: 4de in 14,16                                                                                 |
| Leighton Priestley Kim Rowe Trevor Campbell Alfred Daley     | 4x400m (m)             | 9e        | serie 3: 4de in 3.03,83                                                                               |
| Henry Jackson                                                | verspringen (m)        | 26e       | kwalificatie groep A: 16de met 7,50m                                                                  |
| Henry Jackson                                                | hink-stap-springen (m) | DNF       | kwalificatie groep A: geen geldige poging                                                             |
|                                                              |                        |           | |
| Rosie Allwood                                                | 100m (v)               | 14e       | serie 4: 2de in 11,46 kwartfinale 2: 3de in 11,52 halve finale 1: 8ste in 11,58                       |
| Rosie Allwood                                                | 200m (v)               | 8e        | serie 1: 3de in 23,56 kwartfinale 3: 2de in 23,33 halve finale 1: 4de in 23,14 finale: 8ste in 23,11  |
| Una Morris                                                   | 200m (v)               | 17e       | serie 4: 3de in 23,99 kwartfinale 1: 5de in 23,62                                                     |
| Yvonne Saunders                                              | 400m (v)               | 9e        | serie 5: 1ste in 52,38 kwartfinale 2: 1ste in 52,13 halve finale 2: 5de in 51,93                      |
| Ruth Williams                                                | 400m (v)               | 42e       | serie 4: 6de in 55,72                                                                                 |
| Lelieth Hodges Vilma Charlton Carol Cummings Debbie Byfieldy | 4x100m (v)             | DSQ       | serie 2: gediskwalificeerd                                                                            |
| Ruth Williams Una Morris Rosie Allwood Yvonne Saunders       | 4x400m (v)             | 9e        | serie 2: 5de in 3.31,98                                                                               |
| Andrea Bruce                                                 | hoogspringen (v)       | 9e        | kwalificatie groep B: 4de met 1,76m finale: 9de met 1,82m                                             |
| Audrey Reid                                                  | hoogspringen (v)       | 11e       | kwalificatie groep A: 5de met 1,76m finale: 11de met 1,82m                                            |

### Boksen
| Olympiër      | Onderdeel | Resultaat | Prestatie                           |
| ------------- | --------- | --------- | ----------------------------------- |
| Oliver Wright | -81kg (m) | 17e       | 1ste ronde: V van ROU Culineac: 0-5 |

### Schoonspringen
| Olympiër       | Onderdeel    | Resultaat | Prestatie                          |
| -------------- | ------------ | --------- | ---------------------------------- |
| Betsy Sullivan | 3m plank (v) | 29e       | voorronde: 29ste met 210,39 punten |

### Wielersport
| Olympiër                                                        | Onderdeel                     | Resultaat | Prestatie                                                                           |
| Baan                                                            | Baan                          | Baan      | Baan                                                                                |
| --------------------------------------------------------------- | ----------------------------- | --------- | ----------------------------------------------------------------------------------- |
| Honson Chin                                                     | sprint (m)                    | 19e       | 1ste ronde serie 8: 3de herkansingen: 1ste 2de ronde serie 6: 3de herkansingen: 2de |
| Maurice Hugh-Sam                                                | sprint (m)                    | 31e       | 1ste ronde serie 14: 2de herkansingen: 2de                                          |
| Howard Fenton                                                   | tijdrit (m)                   | 26e       | 1.12,64                                                                             |
| Michael Lecky                                                   | individuele achtervolging (m) | 26e       | kwalificatie: 26ste in 5.29,90                                                      |
| Honson Chin Howard Fenton                                       | tandem (m)                    | 9e        | serie 7: V van TCH Kučírek/Popelka herkansingen: V van ITA Rossi/Verzini            |
| Radcliffe Lawrence Howard Fenton Maurice Hugh-Sam Michael Lecky | ploegenachtervolging (m)      | 21e       | kwalificatie: 21ste in 4.59,28                                                      |
| Weg                                                             |                               |           |                                                                                     |
| Howard Fenton                                                   | wegwedstrijd (m)              | DNF       | niet gefinisht                                                                      |
| Michael Lecky                                                   | wegwedstrijd (m)              | DNF       | niet gefinisht                                                                      |
| Radcliffe Lawrence                                              | wegwedstrijd (m)              | DNF       | niet gefinisht                                                                      |
| Xavier Mirander                                                 | wegwedstrijd (m)              | DNF       | niet gefinisht                                                                      |

### Zeilen
| Olympiër                                                | Onderdeel     | Resultaat | Prestatie                        |
| ------------------------------------------------------- | ------------- | --------- | -------------------------------- |
| Michael Keith Nunes John Burrowes Michael Anthony Nunes | draken klasse | 22e       | 121,0 punten: (7-18-23-22-21-23) |

### Zwemmen
| Olympiër         | Onderdeel           | Resultaat | Prestatie               |
| ---------------- | ------------------- | --------- | ----------------------- |
| Belinda Phillips | 200m vrije slag (v) | 31e       | serie 1: 7de in 2.19,49 |
| Belinda Phillips | 400m vrije slag (v) | 23e       | serie 2: 6de in 4.47,54 |
| Belinda Phillips | 900m vrije slag (v) | 28e       | serie 3: 6de in 9.53,99 |

Afghanistan · Albanië · Algerije · Amerikaanse Maagdeneilanden · Argentinië · Australië · Bahama's · Barbados · België · Bermuda · Birma · Bolivia · Bondsrepubliek Duitsland · Brazilië · Brits-Honduras · Bulgarije · Canada · Ceylon · Chili · Colombia · Congo-Brazzaville · Costa Rica · Cuba · Dahomey · Denemarken · Dominicaanse Republiek · Duitse Democratische Republiek · Ecuador · Egypte · El Salvador · Ethiopië · Fiji · Filipijnen · Finland · Frankrijk · Gabon · Ghana · Griekenland · Groot-Brittannië · Guatemala · Guyana · Haïti · Hongarije · Hongkong · Ierland · IJsland · India · Indonesië · Iran · Israël · Italië · Ivoorkust · Jamaica · Japan · Joegoslavië · Kameroen · Kenia · Khmerrepubliek · Koeweit · Lesotho · Libanon · Liberia · Liechtenstein · Luxemburg · Madagaskar · Malawi · Maleisië · Mali · Malta · Marokko · Mexico · Monaco · Mongolië · Nederland · Nederlandse Antillen · Nepal · Nicaragua · Nieuw-Zeeland · Niger · Nigeria · Noord-Korea · Noorwegen · Oeganda · Oostenrijk · Opper-Volta · Pakistan · Panama · Paraguay · Peru · Polen · Portugal · Puerto Rico · Roemenië · San Marino · Saoedi-Arabië · Senegal · Singapore · Soedan · Somalië · Sovjet-Unie · Spanje · Suriname · Swaziland · Syrië · Taiwan · Tanzania · Thailand · Togo · Trinidad en Tobago · Tsjaad · Tsjecho-Slowakije · Tunesië · Turkije · Uruguay · Venezuela · Verenigde Staten · Vietnam · Zambia · Zuid-Korea · Zweden · Zwitserland